# Chrysso vallensis
Chrysso vallensis là một loài nhện trong họ Theridiidae.
Loài này thuộc chi Chrysso. Chrysso vallensis được Herbert Walter Levi miêu tả năm 1957.